# Mispila venosa
Mispila venosa är en skalbaggsart som beskrevs av Francis Polkinghorne Pascoe 1864. Mispila venosa ingår i släktet Mispila och familjen långhorningar.
Artens utbredningsområde är Sulawesi. Inga underarter finns listade i Catalogue of Life.